# Đội tuyển bóng đá bãi biển quốc gia Puerto Rico
Đội tuyển bóng đá bãi biển quốc gia Puerto Rico đại diện Puerto Rico tham dự các giải thi đấu bóng đá bãi biển quốc tế và được điều hành bởi Liên đoàn bóng đá Puerto Rico, cơ quan quản lý bóng đá ở Puerto Rico.

## Đội hình hiện tại
Ghi chú: Quốc kỳ chỉ đội tuyển quốc gia được xác định rõ trong điều lệ tư cách FIFA. Các cầu thủ có thể giữ hơn một quốc tịch ngoài FIFA.
| Số | VT | Quốc gia | Cầu thủ          |
| -- | -- | -------- | ---------------- |
| 1  | TM |          | Javier Moya      |
| 2  | TV |          | Francisco Quiles |
| 3  | HV |          | Carlos Vendrell  |
| 4  | TĐ |          | Joshua Martínez  |
| 5  | HV |          | Héctor Rivera    |

| Số | VT | Quốc gia | Cầu thủ         |
| -- | -- | -------- | --------------- |
| 6  | HV |          | Alex Santos     |
| 7  | TĐ |          | Carlos Astondoa |
| 8  | TĐ |          | Dorian González |
| 9  | TĐ |          | Eieri Jordan    |
| 10 | TM |          | Joseph Pereira  |

## Thành tích

### Giải vô địch bóng đá bãi biển Bắc, Trung Mỹ và Caribe
| Năm                              | Vòng           | Vt             | St             | T              | T h.p./pso     | B              | BT             | BB             | HS             |
| -------------------------------- | -------------- | -------------- | -------------- | -------------- | -------------- | -------------- | -------------- | -------------- | -------------- |
| Puntarenas, Costa Rica. 2006     | Không tham dự  | Không tham dự  | Không tham dự  | Không tham dự  | Không tham dự  | Không tham dự  | Không tham dự  | Không tham dự  | Không tham dự  |
| Puerto Vallarta, Mexico. 2008    | Không tham dự  | Không tham dự  | Không tham dự  | Không tham dự  | Không tham dự  | Không tham dự  | Không tham dự  | Không tham dự  | Không tham dự  |
| Puerto Vallarta, Mexico. 2009    | Không tham dự  | Không tham dự  | Không tham dự  | Không tham dự  | Không tham dự  | Không tham dự  | Không tham dự  | Không tham dự  | Không tham dự  |
| Puerto Vallarta, Mexico. 2011    | Không tham dự  | Không tham dự  | Không tham dự  | Không tham dự  | Không tham dự  | Không tham dự  | Không tham dự  | Không tham dự  | Không tham dự  |
| Nassau, Bahamas. 2013            | Vòng bảng      | 10             | 4              | 0              | 0              | 4              | 6              | 29             | -23            |
| Costa del Sol, El Salvador. 2015 | Vòng bảng      | 15             | 3              | 0              | 0              | 3              | 4              | 20             | -16            |
| Nassau, Bahamas. 2017            | Không tham gia | Không tham gia | Không tham gia | Không tham gia | Không tham gia | Không tham gia | Không tham gia | Không tham gia | Không tham gia |
| Tổng cộng                        | 0 danh hiệu    | 2/6            | 7              | 0              | 0              | 7              | 10             | 49             | -39            |